# 1914 no desporto

## Eventos

### Automobilismo
- 30 de maio - René Thomas é o vencedor das 500 Milhas de Indianápolis. O francês é o segundo estrangeiro e o terceiro estreante a vencer a tradicional prova.[1]

### Futebol
- 2 de fevereiro - Fundação de Paysandu Sport Club
- 3 de fevereiro - Fundado o Santa Cruz Futebol Clube, por um grupo de 11 meninos do Recife. A ideia do nome "Santa Cruz" adveio em razão ao pátio da Igreja de Santa Cruz, onde, este grupo de jovens, com idades entre 14 e 16 anos, costumava jogar futebol, afinal, naquela época não existiam campos.
- 1 de março - O Boavista vence a primeira edição do Campeonato Distrital do Porto.
- 21 de abril a 22 de maio - Torneio de xadrez de São Petersburgo de 1914, vencido por Emanuel Lasker.[2]
- 2 de junho - Fundação do Ceará Sporting Club
- 23 de julho - Fundação do River Futebol Clube
- 27 de julho - Primeiro jogo da Seleção Brasileira de Futebol contra o Exceter City Football Club da Inglaterra.
- 14 de agosto - Fundação do Portimonense Sporting Clube
- 20 de agosto - Fundação oficial da Confederação Brasileira de Desportos, a CBD.[3]
- 26 de agosto - Fundação do Societá Sportiva Palestra Itália, atual Sociedade Esportiva Palmeiras.
- 7 de setembro - Fundação do Tombense Futebol Clube, clube de futebol da cidade de Tombos, MG.
- 14 de outubro - Fundação do time de futebol São Bento de Sorocaba.
- 20 de setembro - Primeira partida internacional da Seleção Brasileira de Futebol (Argentina 3 – 0 Brasil)
- 1 de novembro - Fundação do Esporte Clube Taubaté, clube de futebol da cidade de Taubaté (SP)
- 22 de novembro - Fundação do União Barbarense, clube de futebol da cidade de Santa Bárbara d'Oeste - SP.
- Primeiro título oficial do Sporting, ao conquistar o Campeonato de Lisboa de futebol.

## Nascimentos
| Data       | Nome           | Profissão        | Nacionalidade | Observações | Ref   |
| ---------- | -------------- | ---------------- | ------------- | ----------- | ----- |
| 15 de maio | Tenzing Norgay | alpinista sherpa | Nepal         | m. 1986     | [ 4 ] |

## Mortes
| Data      | Nome           | Profissão           | Nacionalidade | Observações | Ref   |
| --------- | -------------- | ------------------- | ------------- | ----------- | ----- |
| 8 de maio | Arthur Cumming | patinador artístico | Reino Unido   | n. 1889     | [ 5 ] |